# Une vie merveilleuse
Une vie merveilleuse est un roman de l'écrivaine américaine Laurie Colwin. Publié en 1978 aux États-Unis sous le titre de Happy All The Time chez Knopf, il est traduit en français par Anne Berton et publié pour la première fois en France aux éditions Autrement en 2001.

## Résumé
Guido Morris et Vincent Cardworthy, cousins au troisième degré et meilleurs amis, habitent à New York. La trentaine, issus d'un milieu aisé, ils vivent une vie confortable et sans problème. Chacun d'eux rencontre une femme dont ils tombent amoureux et qui chacune à leur manière bouleverse la simplicité de leur vie respective. Guido rencontre ainsi Holly, jeune femme fantaisiste qui l'abandonne par deux fois pour faire le point sur leur relation, le laissant hébété et furieux. Vincent quant à lui fait avec difficulté la conquête de Misty, très différente de ses habituelles partenaires, et dont le caractère le déroute.

## Analyse
Les personnages principaux d'Une vie merveilleuse apparaissent initialement dans une nouvelle issue du recueil Passion and affect, publiée en 1974 aux États-Unis et en 2006 en français sous le titre Rien que du bonheur, traduit cette fois par Laurent Bury. La romancière et traductrice Isabelle Hausser estime à ce sujet que si les nouvelles de Laurie Colwin « laiss[ai]ent souvent un goût d'inachevé », le roman Une Vie merveilleuse, malgré une intrigue simple et un sujet classique (une histoire d'amour qui se termine bien), est plus subtil qu'il n'y paraît. Elle souligne ainsi la fantaisie presque absurde du récit, et aborde la notion de différence de caractère au sein du couple, en particulier dans le cas de Vincent et Misty, le premier, dont l'existence a toujours été favorisée, franchement optimiste quand la seconde, dont l'histoire familiale est rapidement évoquée, est plus cynique et éprouve des difficultés à profiter de son bonheur avec insouciance.

## Publications
- Laurie Colwin (trad. Anne Berton), Une vie merveilleuse, Paris, Éditions Autrement, coll. « Littératures », 2001, 238 p. (ISBN 978-2-7467-0084-0, lire en ligne) ;
- Laurie Colwin (trad. de l'anglais par Anne Berton), Une vie merveilleuse, Paris, Éditions Autrement, coll. « Les grands romans », 2019, 331 p. (ISBN 978-2-7467-5268-9, lire en ligne)[4].